# Adiantum galeottianum
Adiantum galeottianum är en kantbräkenväxtart som beskrevs av William Jackson Hooker. Adiantum galeottianum ingår i släktet Adiantum och familjen Pteridaceae. Inga underarter finns listade.